# Al Kooper
Al Kooper (nacido Alan Peter Kuperschmidt; Brooklyn, Nueva York, 5 de febrero de 1944) es un pianista, organista, guitarrista, cantante, compositor y productor discográfico de rock y blues.

## Historial
Con solo 14 años, fue guitarrista del grupo "The Royal Teens", y en 1960 escribió su primer hit, "This diamond ring", para el grupo "Gary Lewis & The Playboys". En 1965, se instaló en Greenwich Village y conoció a Bob Dylan, con quien actuó y realizó diversas grabaciones, entre ellas "Like a Rolling Stone" y el álbum Highway 61 Revisited, en el que también colaboró Mike Bloomfield, que sería en adelante compañero de Kooper en varios proyectos. 
Ese mismo año, 1965, forma el grupo The Blues Project, del que se separa tras su actuación en el Festival de Monterey de 1967, impulsando una nueva formación, a la que denomina Blood, Sweat & Tears, con la que grabará un disco, "Child is father to the man" (1968). Tampoco se consolida con esta banda, que seguirá su propia carrera sin Kooper. Tras dejar la banda, junto con Bloomfield y Stephen Stills, del grupo Crosby, Stills & Nash, grabará el reconocido álbum "Super Session" (1968).
Reputado músico de sesión, grabará con Rolling Stones, B. B. King, Jimi Hendrix, Alice Cooper, The Who o Cream, además de sus propios discos. Como productor, destaca el descubrimiento y lanzamiento de los tres primeros álbumes de Lynyrd Skynyrd. También ha escrito bandas sonoras para cine y televisión, como es el caso de la serie "Crime Stories", y ha publicado un libro de amplias ventas (Backstage Passes & Backstabbing Bastards: Memoirs of a Rock 'N' Roll Survivor, publicado inicialmente en 1977 y reeditado en 1998). Es también profesor estable de producción y técnicas de composición en el Berklee College of Music, de Boston.

## Discografía

### Como líder
- What's shacking (1966, Recopilatorio) incluye su tema: "Can't Keep From Crying Sometimes"
- I Stand Alone (1968)
- You Never Know Who Your Friends Are (1969)
- Easy Does It (1970)
- New York City (You're A Woman) (julio de 1971)
- A Possible Projection of the Future / Childhood's End (julio de 1972)
- Naked Songs (1973)
- Act Like Nothing's Wrong (enero de 1977)
- Rekooperation (junio de 1994)
- Soul of a Man (febrero de 1995)
- Rare and Well Done (septiembre de 2001)
- Fillmore East: The Lost Concert Tapes 12/13/68 (con Mike Bloomfield) (abril de 2003)
- Black Coffee (agosto de 2005)
- White Chocolate (2008)

### Colaboraciones
- Super Session (con Stephen Stills y Mike Bloomfield) (1968)
- The Live Adventures of Mike Bloomfield and Al Kooper (1968)
- Child is father to the man (con Blood, Sweat & Tears) (1968)
- Kooper Session (con Shuggie Otis) (1969)
- All Those Years Ago (con George Harrison) (1981)
- Championship Wrestling (con Jeff "Skunk" Baxter) (1982)

### Recopilaciones
- Al's Big Deal/Unclaimed Freight/An Al Kooper Anthology (1975)